# G.A.C.
Garate, Anitua y Compañía (G.A.C.) fue una empresa localizada en la población guipuzcoana de Éibar en el País Vasco (España). Fundada en 1892 y dedicada inicialmente a la fabricación de armas, tomó relevancia por  la fabricación de bicicletas y motocicletas, entre las que destacó la popular Mobylette. Tras trasladarse a Abadiano en Vizcaya en el año 1977 cerró en el año 2003.

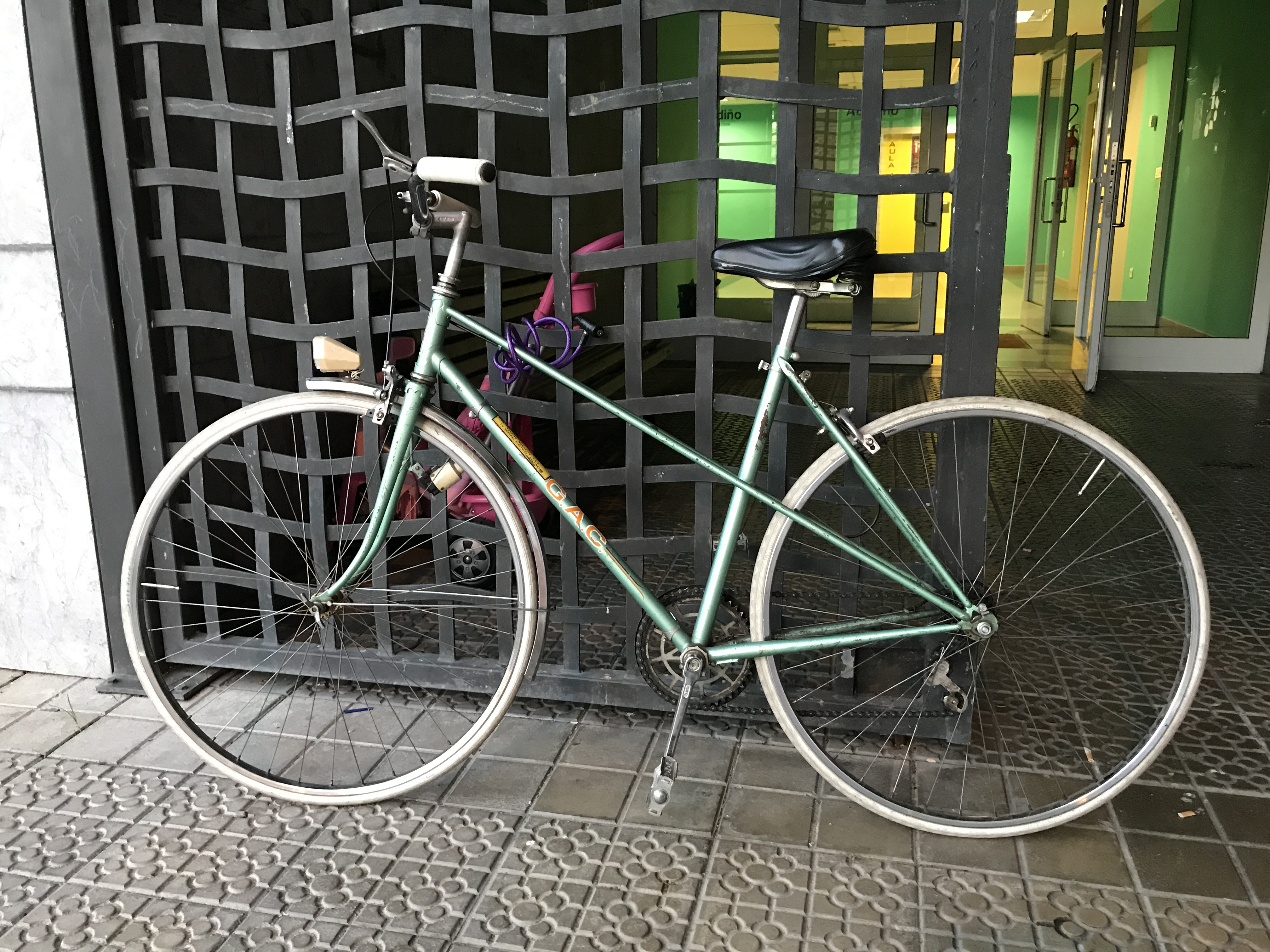
Bicicleta de la empresa vasca Garate, Anitua y Compañía.

## Historia
En 1892 desaparece la sociedad Larrañaga, Gárate y Compañía, debido a la muerte en accidente de Crispín Gárate, que venía operando desde mediados del siglo XIX y estaba formada por este último, Juan José Larrañaga y José Francisco Anitua. Ese mismo año los Gárate se juntan a José Francisco Anitua, Eulogio Anitua y Nemesio Astaburuaga para fundar una nueva sociedad, la G.A.C., siglas de Gárate, Anitua y Compañía.
La G.A.C., como el resto de las fábricas de la, entonces, villa, se dedicó a la fabricación de armas, en particular de pistolas automáticas y revólveres oscilantes, aunque también producían rifles y escopetas. Una de las pistolas automáticas más populares de las que produjo fue el modelo Lira, conocida como La Lira que era una copia de la Manlincher Mod. 1901 de calibre 7,63 mm. En 1897 cambia su definición de taller, que hasta entonces había mantenido una plantilla media de 32 obreros, a fábrica. En 1912 fabrica pistolas tipo "Éibar" manteniendo un ritmo de 25 unidades diarias. En 1919 lanza carabinas con las marcas "Cilindro Ladeable" y Tigre".
La Primera Guerra Mundial fue el acontecimiento que llevó a la industria armera a un auge no conocido hasta entonces, su finalización llevó a una gran crisis que obligó a buscar nuevos mercados y nuevos productos. La G.A.C. de manos de Eulogio Garate Osoro, abuelo del futbolista José Eulogio Gárate, que era un gran aficionado al ciclismo, paso a la fabricación de bicicletas en 1927 combinándola con la de armas, reconvirtiendo la maquinaría de fabricación de los cañones de las armas en la fabricación y manipulación de los tubos de las bicicletas. En 1930 abandona totalmente la fabricación de armas centrándose únicamente en las bicicletas.

### De la pistola a la bicicleta
La G.A.C. fue la primera de las empresas armeras que emprendieron el camino de la conversión a la bicicleta, pronto le seguirían otras como Orbea y BH. Para fomentar su uso y dar a conocer el producto en 1927 Eulogio Gárate, Hermogenes Larrañaga y Eulogio Bustindui fundaron el Club Ciclista G.A.C. antecesor del Club Ciclista Eibarrés (año de fundación 1926, con licencia SS-1), y comenzaron a organizar diferentes pruebas ciclistas por todo el país, de ellas saldrían las actuales competiciones como la «Bicicleta Eibarresa», hoy conocida como Euskal Bizikleta, o incluso la Vuelta a España.
Una vez finalizada la guerra civil, hacia 1942, retoman la fabricación de bicicletas y en 1951 firman un convenio con la firma francesa Motobécane renovable cada 10 años. Basándose en este acuerdo a comienzos de la años 60  la G.A.C. complementa su línea de productos con la fabricación de las motocicletas Mobylette que rápidamente se popularizan en toda España.  La versión de motocicleta que fabrican es de 63 cc, con mayor potencia que las originales francesas debido a la orografía española, motor de 44x42 mm de dos tiempos con tracción mediante correa y cadena con una velocidad máxima de  45 km/h. Este modelo básico sería mejorado con los años hasta alcanzar el denominado AV-88 que salía al mercado bajo la marca "Mobylette-G.A.C." en 1963, modelo que con diferentes modificaciones y denominaciones comerciales llagaría hasta el cierre de la fábrica.

### Traslado a Abadiano
El crecimiento de la empresa hace que, a principios de los años 70, decida abandonar las viejas instalaciones eibarresas, en el barrio de Txonta, y se traslade, en 1977, a unas modernas y amplias instalaciones del barrio abadiñotarra de Matiena, en concreto a Lebario. Entonces la empresa contaba con una plantilla de cerca de medio millar de trabajadores.
En este traslado del estrecho valle del Ego a las amplias campas del duranguesado la G.A.C. también fue de las pioneras. A ella y a otras empresas eibarresas se debe en nacimiento urbano de Matiena y la importancia industrial de Durango.
En 1981 no consiguen renovar el acuerdo con Motobécane por problemas con el Ministerio de Industria, y se logra un acuerdo de solo tres años. En ese tiempo la empresa francesa entra en crisis y es adquirida por la japonesa Yamaha, que pone el acuerdo en manos de su filial española Semsa Yamaha España, la cual pone unas condiciones que no son aceptadas por la dirección de la G.A.C.

### Crisis y cierre
En julio de 1985, tras el fracaso del acuerdo con Yamaha, se produce el comienzo de la crisis comenzando una política de reducción de personal mediante bajas incentivadas. De los 525 trabajadores existente en ese año quedan en 1990 solamente 360. Se potencian los departamentos de desarrollo de producción y marketing y se lanzan nuevos productos. Se crea la marca "Motogac" para distinguir los ciclomotores de las bicicletas.
La crisis económica de finales del siglo XX, unida al relevo generacional de los dueños y responsables de la factoría y la pérdida de la licencia de fabricación de la motocicleta Mobylette así como el cambio de costumbres del mercado llevaron a esta a una situación de pérdidas que fueron acumulándose y precipitaron un expediente regulador que persiguió la disminución de la plantilla.
La producción de ciclomotores varió de la siguiente forma: año 1986, 12.530; año 1987, 16.212; año 1988, 19.000; año 1989, 25.347. Aun así no fue suficiente para cubrir los costes de la reestructuración y 1991 Motogac presentaba la suspensión de pagos, transformándose seguidamente en una Sociedad Anónima Laboral.
Con despidos y jornadas de trabajo parciales, abandonando la fabricación de las motocicletas primero y luego de las bicicletas, a las que pasaron a comprar las piezas y realizar únicamente el ensamblaje. Poco pudo durar el nuevo planteamiento en el cual se trataba de mantener viva la prestigiosa marca en espera de un futuro más próspero. En el año 1994 se vuelve a la producción y se lanza algún nuevo modelo. La acumulación de pérdidas llevó, a finales de los años 90 a finiquitar las instalaciones vendiendo la maquinaria y los pabellones industriales.
En 1996 se presenta el último modelo de ciclomotor, el denominado "motorino". El 7 de febrero de 2001 GAC participa en el certamen Motorshow Barcelona. El 22 y 23 de mayo de ese mismo año se reúne la Junta de Accionistas de la denominada "Geacé ciclos S.A." que acuerda la disolución de la compañía (se publica en el BORME 083 del 30 de abril de 2001) que es liquidada por acuerdo de la Junta Universal de Accionistas el 23 de mayo de 2003 decisión que se publicó en el BORME n.º 098, del 28 de mayo de 2003.

## Productos
La producción armera de los primeros años de la G.A.C. fue sustituida por la de bicicletas que se mantuvo hasta la desaparición de la empresa. Las bicicletas, aún con una importante producción, fueron relegadas a segundo plano por el ciclomotor, siendo su producto estrella la popular Mobylette.

### Bicicletas
Entre su gran gama de bicicletas destacaron los modelos, mobylette 500, motoretta, motoretta 2, motoretta 3, crosseta.

### Ciclomotor

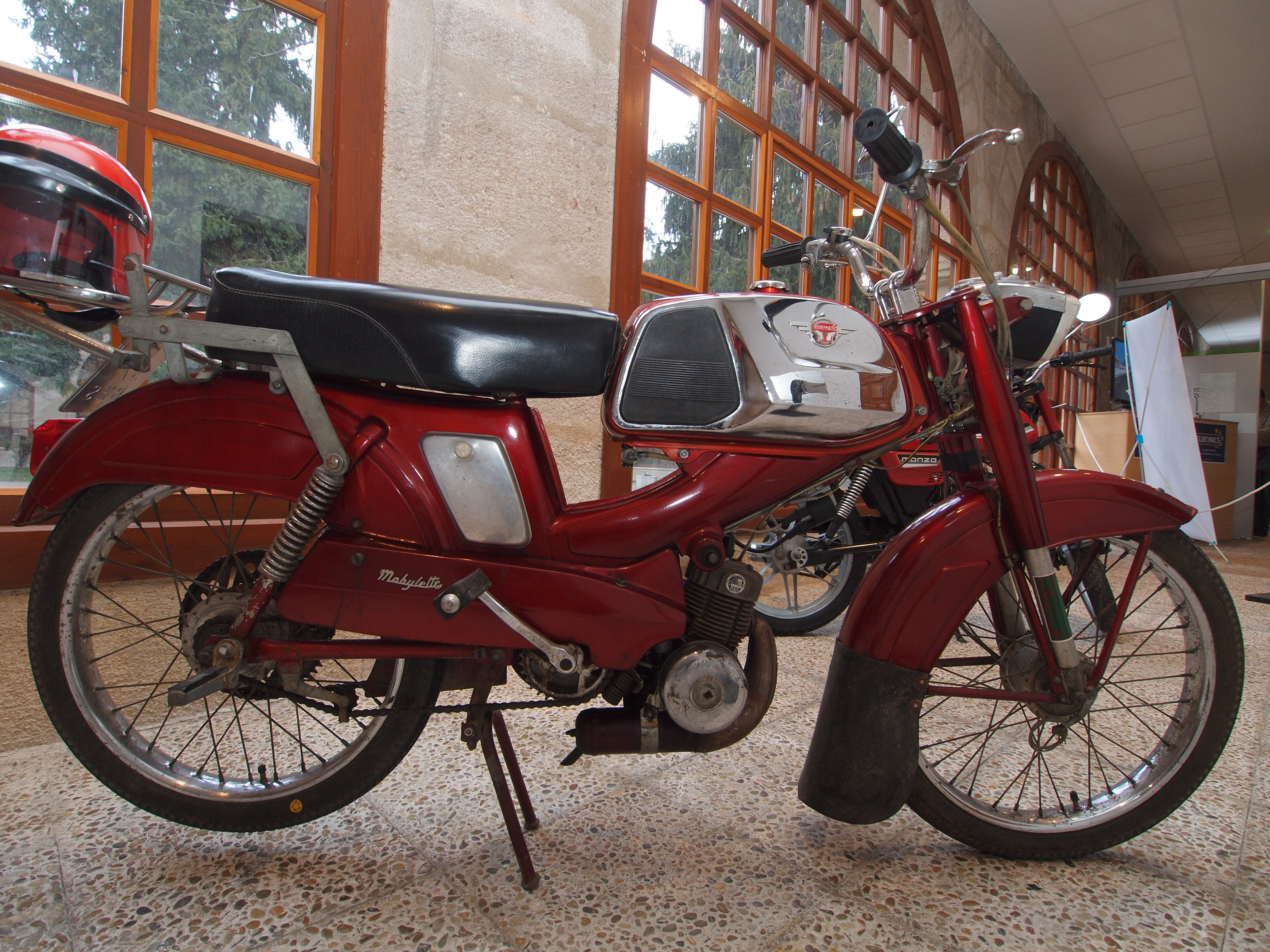
Ciclomotor Mobylette SPR.

El acuerdo de colaboración que se firmó en 1951 con la firma francesa Motobécane, que se renovaba cada 10 años, abrió la puerta a la producción de ciclomotores. El primer modelo que se fabricó en Éibar fue una versión del modelo francés "AV-3" con un motor más potente, de 63 CC, denominado "AV-63". Este ciclomotor tenía un motor de dos tiempos que le hacía alcanzar una velocidad máxima de 45 km/h pero carecía de suspensión y sus frenos eran mediante el sistema de zapatas sobre llanta, igual que el que se usaba en las bicicletas.
En 1953 se introduce horquilla delantera telescópica y embrague automático; en 1954, frenos de tambor; en 1955 se adapta el motor a 45 cc según dicta la nueva legislación sobre ciclomotores. En la Feria Oficial e Internacional de Muestras de Barcelona de esos años se pudo ver una versión con motor de 175 cc a ciclo de 4 tiempos con marca Motobécane, que preveía fabricar la G.A.C. pero no llegó a ello.
El buen equilibrio entre el precio y la utilidad del producto hizo que se popularizara rápidamente. La fiabilidad del mismo era alta y quedó demostrada con gestas como la protagonizada por Alonso Esteves, a quien apodaron "el aragonés solitario" quien realizó un recorrido superior a 6.000 km dando la vuelta a España. También estas pequeñas motos participaron en multitud de pruebas deportivas, carreras en cuesta y pruebas de regularidad demostrando su fiabilidad.
Siguiendo el ejemplo de sus hermanos franceses el modelo básico español de diversificó en una gran variedad de denominaciones que tenían pequeñas modificaciones. Así surgen los modelos  "AV31", "AV31" con cambio automático, "AV-32 popular", "AV-44", "AV-48", "AV-49 Lujo2, "AV-49 MR2, "AV-51 Ciudad", "AV-52", "AV-63", "AV-65", "AV-68", "AV-70", "AV-70 E", "AV-71", "AV-72", "AV-88", "AV-89", "AV-188 MR", "AV-188 Trial Ciudad", "SP-50", "SP-R", "SP-90", "SP-90 R", "SP-91 Sherpa", "SP-94 Supercross", "SP-95", "SP-95 R" y "SP96 E". La aceptación en el mercado es tal que en 1966 se llegan a superar las cien mil unidades.
El modelo "AV-88" que se presenta en 1963 se establece como referente de la marca, a partir de él surgen otros y en 1971 se cambia la denominación que pasa a ser "AV-89", que luego sería conocido como "Rural". Este modelo se mantuvo hasta 1984 cuando se presentó el "AV-90 Rural" el cual se mantuvo hasta el año 2003.
Las modificaciones que se introducían en estos modelos básicos dieron lugar a otros modelos que en muchos casos no tuvieron una presencia dilatada en el mercado. Así aparecieron modelos como el "SP-90", que se produjo entre los años 1971 y 1973, el "SP-90 R" de 1972, el "SP-91 Sherpa"  que se fabricó entre los años 1974 y 1975 y el "SP-94 Supercross" entre los años 1971  y 1972.

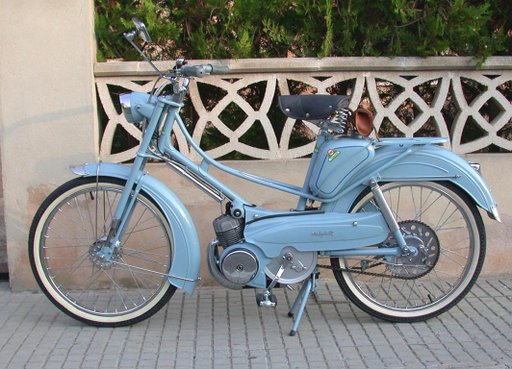
Mobylette AV45

Otro de los modelos emblemáticos de la Mobylette GAC fue el "SP-95 Campera" que apreció en 1972 que me mantuvo sin apenas modificaciones, tuvo una estética en 1979 de la que salió "SP-95 R Campera", el hasta casi el cierre de la empresa.
En el Salón del Automóvil de Barcelona de 1975 se presenta el modelo "D-55", que se vende a partir de abril de 1976, incorpora, bajo un nuevo diseño estético del motor una caja de cambios de cuatro velocidades. Ese año también se pone a la venta el "SP-96 Gran Turismo", la versión lujo de la familia "SP" y que incorpora intermitentes, encendido electrónico, decoración bicolor, se mantendría hasta el año 1983.
El modelo "Mobycross", un derivado del "D55" con cambio manual, salió en 1978. En 1982 se comienza la producción del  "University"  que no acabaría hasta 1986,  este modelo incorporaba suspensión trasera tipo "Monoshock". Un año antes se había lanzado el "Cady" que tuvo la reputación de ser el ciclomotor más barato del mercado.
En el año 2002 se deja de fabricar la Mobylette en Francia, se mantiene su fabricación en Marruecos, Túnez y Turquía. Tras la ruptura con Motobécane la G.A.C. cambia de marca y comienza a comercializar sus motos bajo la denominación de Motogac.
En 1986 sale al mercado el modelo "Ónix", ya sin relación con la firma francesa, este modelo tiene una nueva línea que es muy apreciada por el público. Al año siguiente incorpora un motor más potente, con mayor aceleración en cuesta, admisión directa y volante magnético más pequeño. La estética cambia al modificarse la horquilla delantera y alguna cosa menor más, se le denomina "Ónix-2". En el salón de Barcelona de ese año se presentan además el "Cady FX" que es una variación del "Candy", y el ciclo de trail "New NTT".
En 1988 se intenta comercializar los productos en el extranjero para lo que se presenta en el Salón de Colonia los modelos "Ónix Coma" y "Ónix Especial". Ese año la gama de ciclomotores de G.A.C. estaba compuesta por: "Cady", "Cady E-14", "Liberty", "Ónix", "Ónix2", "Ónix Coma", "AV-90 Rural", "SP-95 R Campera", "D-55 cross", "D-55 E", "New TT " y "Chopper". El motor desarrolla ya 3 CV de potencia.
Al año siguiente, en 1989, se pone a la venta el "Ónix City" que incorpora un nuevo motor de arranque y otros cambios, también se presenta la evolución del "Mobycross" denominado "NTT 50 Zarpa". Completan el catálogo de ese año las nuevas versiones del "Coma", "Harwar" y "First", estos últimos con motores que incorporan cilindros de aleación ligera en vez de fundición y carburadores "Amal 212" y  "Dell’Orto SHA 12/12" respectivamente. En el Salón 2 Ruedas de Valencia de 1990 se presenta el modelo "MTR Top Racing", un modelo de gusto francés, y con un motor de refrigeración por agua en termosifón y muchas novedades más.
La novedad técnica más relevante del año 1989 fue la incorporación de un nuevo motor desarrollado en colaboración de las Escuelas Técnicas del País Vasco para abandonar el uso del de origen francés. Ese motor iba fijo y desarrollaba una potencia de  3,25 CV.
En 1990 se presenta el modelo "Winner" que monta un motor de la firma italiana Franco Morini que desarrolla una potencia de  4,2 CV a 7.000 vueltas.
En 1992, después de presentar suspensión de pagos y reconvertirse en una "sociedad anónima laboral", presenta en el certamen 2 Ruedas de Valencia el modelo "Kanowey  Rap" que pensaba fabricar bajo licencia de la taiwanesa Peterson, pero no llega a ello. Mantiene la gama de "Rural AV-90", "Campera SP-95 R", "Cady" y "Kanowey".
En 1994 tras mantener la fábrica inactiva se vuelve a la producción y se anuncia el lanzamiento del scooter "Planet" y en 1996 aparece el "Motor16" y lanza el que a la postre será su último modelo, el "Motorino".
En el Motorshow de Barcelona de febrero de 2001 se presentan los modelos  "Rural", "Campera", "Motorino" y la "Cady Tri". Poco después se cerraría la fábrica y se disolvería la empresa.
Actualmente el único sitio donde se fabrica la Mobylette es en Turquía y lo hace la firma Beldeyama.

## La arquitectura de sus viejos talleres
Las características orográficas de Éibar han obligado a la realización de una arquitectura industrial peculiar. Cuando la producción gremial y artesana empieza a confluir en talleres y fábricas se precisa de la construcción de edificios dedicados y diseñados, ex-profeso, para cubrir esas necesidades pero adaptándose al terreno.
La G.A.C. fue una de las primeras empresas que dispusieron de edificios de talleres destinados, plenamente, a la producción industrial. En 1909 la dirección de la G.A.C. pide permiso para la construcción de un edificio de taller en la calle Txonta. El proyecto se encarga al arquitecto Pedro Gurruchaga que realiza un sencillo edificio rectangular de dos plantas con cubierta a dos aguas y escalera de acceso exterior, buscando un amplio espacio diáfano interior. La atención prestada a la luz natural es relevante. Amplios ventanales de madera en baquetilla hacen que la iluminación de los bancos de trabajo sea excelente.